# Lains
Lains est une ancienne commune française située dans le département du Jura en région Bourgogne-Franche-Comté.
Le 1er janvier 2017, elle fusionne avec Dessia et Montagna-le-Templier pour former la commune nouvelle de Montlainsia.

## Histoire
Entre 1790 et 1794, Lains absorbe la commune éphémère d'Écreux.

## Politique et administration

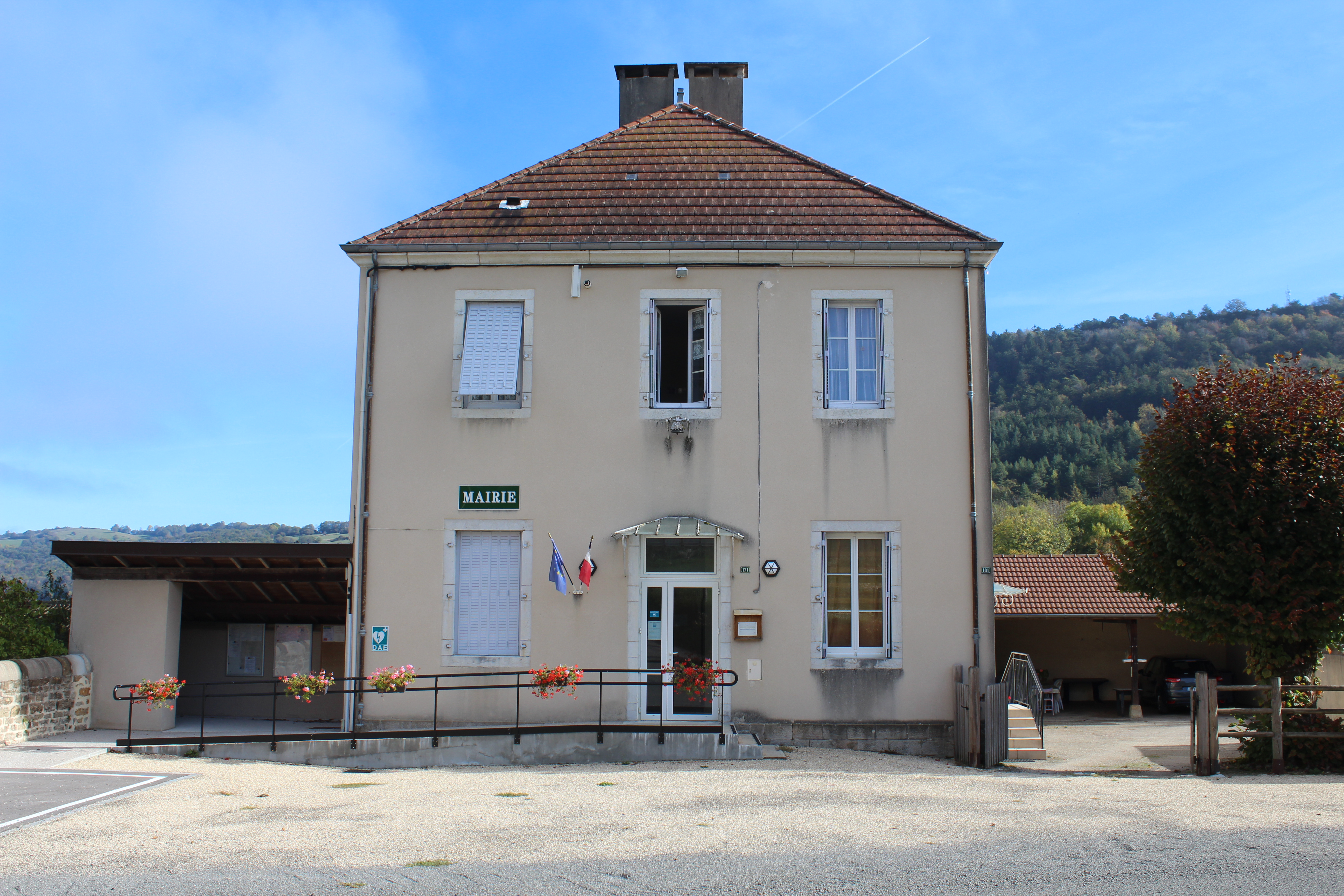
Mairie.

| Période   | Période   | Identité       | Étiquette | Qualité  |
| --------- | --------- | -------------- | --------- | -------- |
| mars 2001 | mars 2008 | Patricia Clerc |           |          |
| mars 2008 | En cours  | Rémy Bunod     | DVD       | Retraité |

## Démographie
L'évolution du nombre d'habitants est connue à travers les recensements de la population effectués dans la commune depuis 1793. À partir du 1er janvier 2009, les populations légales des communes sont publiées annuellement dans le cadre d'un recensement qui repose désormais sur une collecte d'information annuelle, concernant successivement tous les territoires communaux au cours d'une période de cinq ans. 
Pour les communes de moins de 10 000 habitants, une enquête de recensement portant sur toute la population est réalisée tous les cinq ans, les populations légales des années intermédiaires étant quant à elles estimées par interpolation ou extrapolation. Pour la commune, le premier recensement exhaustif entrant dans le cadre du nouveau dispositif a été réalisé en 2006,.
En 2014, la commune comptait 82 habitants, en évolution de +2,5 % par rapport à 2009 (Jura : −0,23 %, France hors Mayotte : +2,49 %).
| 1793 | 1800 | 1806 | 1821 | 1831 | 1836 | 1841 | 1846 | 1851 |
| ---- | ---- | ---- | ---- | ---- | ---- | ---- | ---- | ---- |
| 316  | 319  | 311  | 282  | 408  | 364  | 404  | 404  | 396  |

| 1856 | 1861 | 1866 | 1872 | 1876 | 1881 | 1886 | 1891 | 1896 |
| ---- | ---- | ---- | ---- | ---- | ---- | ---- | ---- | ---- |
| 409  | 412  | 399  | 366  | 353  | 308  | 308  | 303  | 328  |

| 1901 | 1906 | 1911 | 1921 | 1926 | 1931 | 1936 | 1946 | 1954 |
| ---- | ---- | ---- | ---- | ---- | ---- | ---- | ---- | ---- |
| 318  | 285  | 262  | 233  | 207  | 211  | 209  | 187  | 156  |

| 1962 | 1968 | 1975 | 1982 | 1990 | 1999 | 2006 | 2011 | 2014 |
| ---- | ---- | ---- | ---- | ---- | ---- | ---- | ---- | ---- |
| 142  | 122  | 99   | 83   | 64   | 77   | 79   | 80   | 82   |